# العصر الحجري الحديث اليوناني
العصر الحجري الحديث اليوناني هو مصطلح تابع لعلم الأثار يصف فترة العصر الحجري الحديث في اليونان القديمة بداية بانتشار الزراعة في اليونان في عام 7000 - 6500 ق.م. في خلال هذه الفترة حدثت تطورات كثيرة مثل الزراعة المختلطة واقتصاد التخزين، الاختراعات الهندسية مثل:(«نوع مباني تسانغلي»، «نوع مباني ماجرون») وأيضاً صناعة الأدوات وانتشار الفنون.

## بداية التحقيب
وصلت ثورة العصر الحجري الحديث إلى أوروبا وبدأت في 7000-6500 قبل الميلاد عندما دخل المزارعون من الشرق الأدنى شبه الجزيرة اليونانية من الأناضول بشكل رئيسي عن طريق التنقل بين الجزر عبر بحر إيجه. قسم علماء الآثار الحديثون فترة العصر الحجري الحديث من التاريخ اليوناني إلى ست مراحل: ما قبل الفخار، العصر الحجري الحديث المبكر، العصر الحجري الحديث الأوسط، العصر الحجري الحديث المتأخر الأول، العصر الحجري الحديث المتأخر الثاني والعصر الحجري الحديث الأخير (أو العصر الحجري النحاسي).
| الفترة                                               | التاريخ التقريبي |
| ---------------------------------------------------- | ---------------- |
| ما قبل الفخار (أو العصر الخزفي)                      | 6800–6500 ق.م    |
| العصر الحجري الحديث المبكر                           | 6500–5800 ق.م    |
| العصر الحجري الحديث الأوسط                           | 5800–5300 ق.م    |
| العصر الحجري الحديث المتأخر الأول                    | 5300–4800 ق.م    |
| العصر الحجري الحديث المتأخر الثاني                   | 4800–4500 ق.م    |
| العصر الحجري الحديث الأخير (أو العصر الحجري النحاسي) | 4500–3200 ق.م    |

## مدن اليونان في العصر الحجري الحديث
هذه هي التقديرات للسكان من النجع، والقرى، والبلدات من العصر الحجري الحديث لليونان مع مرور الوقت. لاحظ أن هناك العديد من المشاكل في تقدير أحجام المستوطنات الفردية، وقد تكون أعلى التقديرات لمستوطنات معينة، في فترة معينة، عدة مرات أقل.
| المدينة                  | 7000 ق.م | 6000 ق.م | 5000 ق.م   | 4000 ق.م | 3800 ق.م | 3700 ق.م |
| ------------------------ | -------- | -------- | ---------- | -------- | -------- | -------- |
| نيو نيكوميديا            |          | 500–700  |            |          |          |          |
| سيسكلو [الإنجليزية]      |          |          | 1,000–5000 |          |          |          |
| ديميني                   |          |          |            |          |          |          |
| كهف فرانشتي [الإنجليزية] |          |          |            |          |          |          |
| أثينا                    |          |          |            |          |          |          |

## قبل العصر الحجري أو الخزفي
تتميز فترة ما قبل الفخار (أو الخزفي) من العصر الحجري الحديث اليوناني بعدم وجود الأواني الفخارية ووجود اقتصاد قائم على الزراعة وتربية الحيوانات. تألفت المستوطنات من أكواخ جوفية حفرت جزئياً في الأرض مع مجتمعات يسكنها ما بين 50 و 100 شخص في أماكن مثل أريجسا (ثيساليا)، ودندرا [الإنجليزية] (أرغوليذا) وفرانشتي [الإنجليزية]. قام السكان بزراعة محاصيل مختلفة (مثل قمح وحيد الحبة، القمح القاسي، قمح ثنائي الحبة، شعير، العدس، البازلاء)، قاموا بصيد الأسماك، الصيد، تربية الحيوان (مثل تربية الماشية، الخنازير، الأغنام، الكلاب، الماعز)، صناعة الأدوات المتقدمة (مثل الشفرات المصنوعة من الصوان وسبج) وإنتاج المجوهرات من الصلصال والصدف والعظام والحجر.

## العصر الحجري الحديث المبكر
تبعت فترة ما قبل الفخار في العصر الحجري الحديث في اليونان فترة العصر الحجري الحديث المبكر (أو EN) حيث كان الاقتصاد لا يزال قائمًا على الزراعة وتربية الحبوانات وما زالت المستوطنات تتكون من أكواخ مستقلة مكونة من غرفة واحدة والمجتمع يسكنه ما بين 50 و 100 شخص (كانت الوحدة الاجتماعية الأساسية هي العشيرة أو العائلة الممتدة). تم بناء المواقد والأفران في المساحات المفتوحة بين الأكواخ وكانت شائعة الاستخدام. خلال فترة العصر الحجري الحديث المبكر، تم تطوير تكنولوجيا الفخار التي تنطوي على إشعال ناجح للمزهريات وعادات دفن مكونة من الدفن في الحفر البدائية، وحرق الموتى، وجمع العظام، واجتثاث المقبرة.

## العصر الحجري الحديث الأوسط
تتميز فترة العصر الحجري الحديث الأوسط (MN) بالتطورات المعمارية الجديدة مثل المنازل التي شيدت مع الأسس الحجرية وتطوير المساكن من ماجرون [نوع ماجرون] (منازل مستطيلة من غرفة واحدة مع شرفات مفتوحة أو مغلقة). علاوة على ذلك، تم تطوير منزل «تسانغلي»، الذي سمي بعد مستعمرة تسانغلي، لأول مرة خلال فترة العصر الحجري الحديث الأوسط. يحتوي المسكن «من نوع تسانغلي» على دعامتين داخليتين على كل جانب (مصممة لدعم سقف المنزل وتقسيم المسكن إلى غرف منفصلة للوظائف المتميزة مثل التخزين وإعداد الطعام وأماكن النوم) مع صف من العواميد في مركز الغرفة المربعة. في عالم الفن، تم العثور على فكرة متاهة متعرجة على الأختام والمجوهرات من فترة العصر الحجري الحديث المبكر، وإلى حد أقل، في العصر الحجري الحديث الأوسط. انتهت فترة العصر الحجري الحديث الأوسط بدمار مستوطنات معينة بالنار؛ تم التخلي عن المجتمعات مثل سيسكلو [الإنجليزية] في حين أن المجتمعات مثل تسانغلي-لاريسا تم إعادة تأهيلها.

## العصر الحجري الحديث المتأخر

### العصر الحجري الحديث المتأخر الأول
تتميز فترة العصر الحجري الحديث المتأخر الأول (LNI) بالتوسع الاستيطاني وتكثيف الاقتصاد الزراعي حيث تم تطهير الشجيرات والمناطق الشجرية من أجل تأمين حقول الرعي والأراضي الصالحة للزراعة. خلال هذه الفترة، تم زراعة محاصيل جديدة مثل قمح الخبز والشيلم والدخن والشوفان (تم إعداد الطعام في المواقد والأفران الموجودة عادة داخل المنازل). تم تربية الحيوانات مثل الأغنام والماعز لصوفها، الذي كان يستخدم لنسج الملابس. كانت المجتمعات السكنية مأهولة من قبل 100- 300 فرد تم تنظيمهم اجتماعياً في أسر ومستوطنات صغيرة للغاية مع منشئات مستطيلة كبيرة من نوع ماغرون مع إطارات من الأخشاب ومنصات حجرية. كانت العديد من المستوطنات محاطة بخنادق يتراوح عمقها بين 1.5 و 3.5 متر وعرضها من 4 إلى 6 أمتار، وقد تم بناؤها على الأرجح للدفاع من الحيوانات البرية وحماية البضائع عن طريق تحديد حدود المستوطنات نفسها.

### العصر الحجري الحديث المتأخر الثاني
وقد خلفت فترة أواخر العصر الحجري الحديث المتأخر الأول فترة العصر الحجري الحديث المتأخر الثاني (أو LNII) حيث استمرت الحياة الاقتصادية والاجتماعية في المستوطنات القائمة دون انقطاع.

## العصر الحجري الحديث الأخير
تستلزم الفترة النهائية من العصر الحجري الحديث (أو العصر الحجري النحاسي) الانتقال من اقتصاد العصر الحجري الحديث وتربية الحيوانات إلى الاقتصاد المعدني في العصر البرونزي المبكر. وقد حدث هذا التحول تدريجيًا عندما بدأ السكان الزراعيون في اليونان باستيراد البرونز والنحاس واستخدام أساليب العمل الأساسية المصنوعة من البرونز التي طورت لأول مرة في آسيا الصغرى التي كانت لهم اتصالات ثقافية بها.

## التعداد السكاني
وفقا لـ غاريث ألون أوينز، شهدت فترة العصر الحجري الحديث تطور المينوية [الإنجليزية] واليونانية كلغات هندو-أوروبية متميزة في كريت والبر الرئيسي اليوناني على التوالي. في علم الوراثة الأثري، تباعد المتحدثون اليونان الأرمن [الإنجليزية] عن عائلة اللغات الهندية الأوروبية البدائية حوالي 5300-5000 ق.م بالتزامن مع انتشار العصر الحجري الحديث للزراعة من آسيا الصغرى إلى اليونان مع تطور اليونانية إلى لغة منفصلة قبل 4000 ق.م.

## المعرض

خريطة للعالم تظهر مراكز تقريبية لمنشأ الزراعة وانتشارها في عصور ما قبل التاريخ.
خريطة توضح التوسعات في العصر الحجري الحديث من القرن السابع حتى الألفية الخامسة قبل الميلاد، بما في ذلك حضارة كارديوم [الإنجليزية] باللون الأزرق.